# Planištarenje
Planištarenje je vrsta stočarske djelatnosti. Oblik je pokretnog stočarenja. Pobravičar svoju stoku povjerava planištaru, koji stoku goni u planinu.
Planištarenje je bila jedna od važnijih grana gospodarstva Donje Hercegovine, možda već od pretpovijesti, od doba Ilira. Opstao je i nakon osmanske vlasti i planištarenje je odigralo ključnu ulogu u vraćanju Hrvata u nevesinjski kraj. Slaba i mala zemljišta u kamenjaru nisu pružala dostatne uvjete za život pa se u stočarstvu tražila znatna potpora. Obitelji su uzgajale veća ili manja stada ovaca i koza, znatan broj goveda i konja. Okupljali su ih u velike "ohmutove" s oko 1000 grla pa i više koja su onda brojne obitelji izgonile na ljetnu ispašu u planine sjeverne Hercegovine i Bosne tijekom ljetnih mjeseci da bi se uzdržali na životu: Velež, Crvanj, Busovaču, Morine, Somine, Zelengoru, Bjelašnicu i dr. Planištari su bile hrvatske obitelji iz Donje Hercegovine – Humnjaci, koje su sa stokom, cijela stada tisuća ovaca, ljetne mjesece provodili po planinama sjeveroistočne Hercegovine i jugoistočne Bosne. Planištari su odlazili na pasišta udaljena od mora prema unutrašnjosti uvijek nekoliko dana hoda. Pobravičari su bili oni čija su stada planištari gonili na planinu. Pratidžije su bili ono koji su stoku pratili do planinskih odredišta. (Humski zbornik V, 28.str.).
Svoje "planine" stanovnici Humske zemlje odnosno Donje Hercegovine, humnjački Hrvati, imali su na sjeveroistočnim predjelima Hercegovine. Poznate planine u vlasništvu humnjačkih Hrvata su Morine, Crvanj, Zelengora, a nešto manje Hrvata je na Treskavici i Visočici. Poznato je i tko je imao koju planinu: Lokva Trebinja na Crvnju planini, Zažablje na Morinama, Hrasno u Kladovu Polju, Burmazi na Treskavici, pa iz Boljuna od Stoca išli su u Boljune planinu, Bjelojevići u Bjelojevićima itd.
U Gornjem Hrasnu planištarili su i Hrvati, i Srbi i muslimani, a u Bobanima samo Hrvati. Hrvati iz Hrasna planištarili su osim Kladova polja i u Bukovu dolu i Bukovoj ravni, Srbi na Kladovu polju, a muslimani na Visočici.
Planištarenje je bilo toliko važno da je čak i jedna Austro-Ugarska zbog velikog stočnog fonda obitelji Raguž Robonić promijenila prvotno zamišljenu trasu pruge Gabela - Dubrovnik te umjesto kroz Hrasno, prošla je južnije.
Različiti su načini sezonske ispaše, a u znanosti su posebno obrađivani razlikovni elementi uočeni počevši od organizacije izlaska na planinske pašnjake, života i rada na njima, pa sve do povratka u matična sela i raspodjele prihoda. Obrađivani su i opisivani i tzv. stočarski stanovi (stočarska naselja) i stočarske nastambe (pojedinačni objekti za ljude i blago). U Hrvata su znanstveno zanimljivi istovrsni, zajednički i slični elementi u životu i radu pastira u stočarskim stanovima u svim područjima i regijama gdje su postojali ili su u tragovima zadržani do našeg vremena, a tu su pored planištarenja, planšarstvo, pobravičarstvo, sumjesništvo i suponištvo, bačijanje, salašništvo i kolibarenje, katunsko stočarenje. Nazivi stanova u izravnoj vezi s pokretnim stočarenjem i ljetnim izdigom stoke na planinske pašnjake su "stanovi" (stočarska naselja) poznati pod nazivima: planina, katun, staje, kolibe, pojate.
Nazivi "bačija, trio, stina, salaš, mandra, dvor" su iz skupine koja po pravilu označava dnevni izgon na pašu priplodne, jalove ali i muzne stoke, no također se odnose i na duži boravak stoke u stanovima koji su bliži matičnim selima.
Ova je tisućljetna tradicija prekinuta koncem 20. stoljeća. Od nekadašnjih sto domaćinstava i više od 100 000 grla sitne stoke i oko 4 000 grla krupne stoke, spalo je na ništa. Izgledi za obnovu su mali. Stočarstvo u Donjoj Hercegovini zapalo je u veliku ekonomsku krizu čemu je razlog uzurpacija posjeda koje je napravila bivša Jugoslavija, zatim nesigurnost za planištare u tom dijelu države i ugrozilo je dotad siguran izvor prihoda. Prekid planištarenja ugrozilo je proizvodnju posebne vrste sira iz mijeha, masla, kajmaka.

## Vanjske poveznice
- Kamenjar.com  Arhivirana inačica izvorne stranice od 18. lipnja 2018. (Wayback Machine) Humski zbornik